# Oricalc

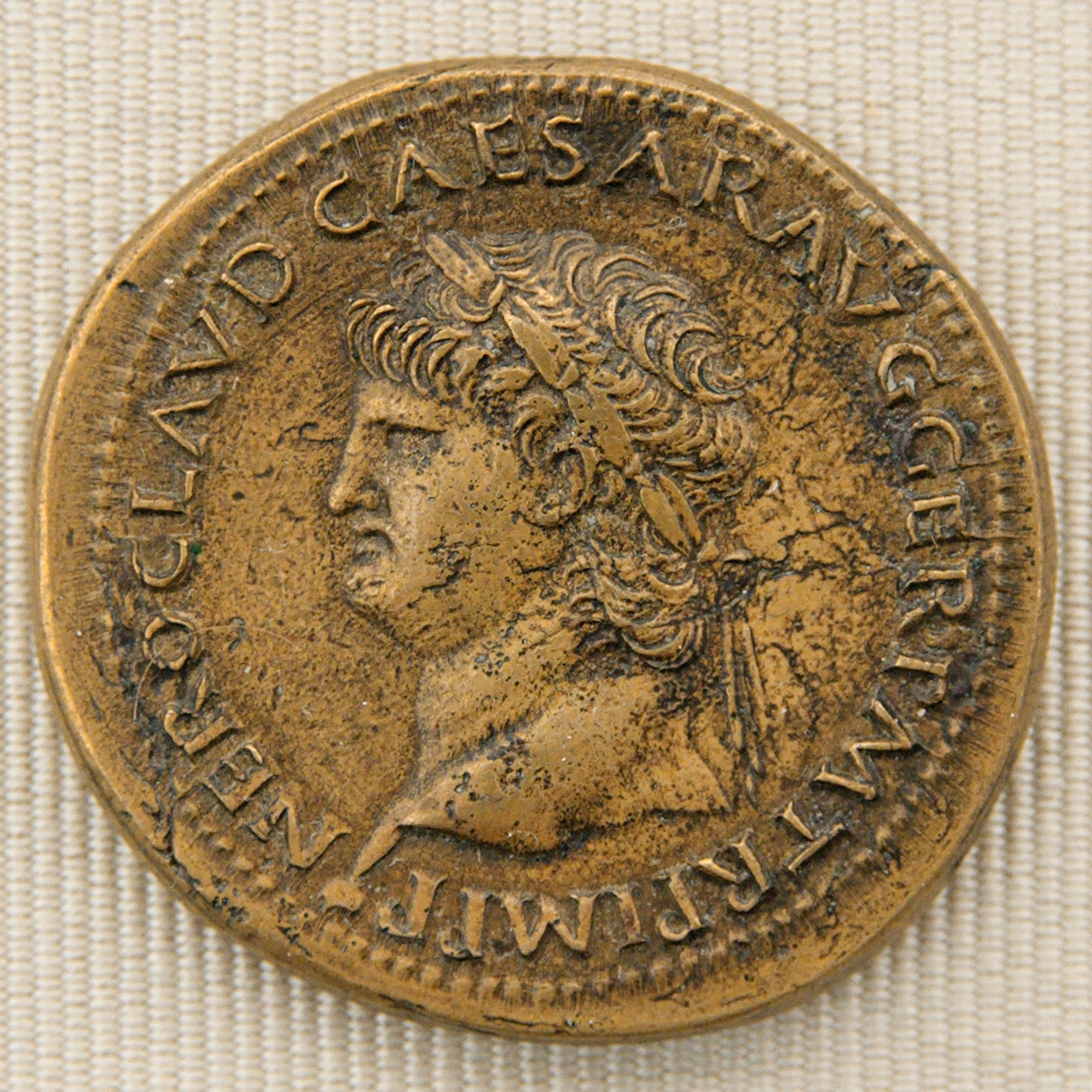
Sesterţ din oricalc cu chipul lui Nero emis la monetăria din Lugdunum (azi Lyon), în anul 65, avers, circular: NERO CLAVD[ius] CAESAR AVG[ustus] GER[manicus] P[ontifex]M[aximus] TR[ibunicia]P[otestate] IM[perator] P[ater]P[atriae]; în centru, capul lui Nero laureat spre stânga

Oricalc (în latină orichalcum / aurichacum) este un aliaj al cuprului cu zincul, asemănător alamei, uneori având și „proprietăți misterioase”.

## Etimologie
Denumirea derivă din limba greacă ορείχαλκος, oreichalkos (din όρος, oros, munte și χαλκός, chalkos, „cupru”, „aramă” sau „bronz”), însemnând „cupru de munte” sau „metal de munte”. Romanii au transliterat „orichalcum” ca „aurichalcum”, ceea ce însemna, literal, cupru de aur.

## Utilizări

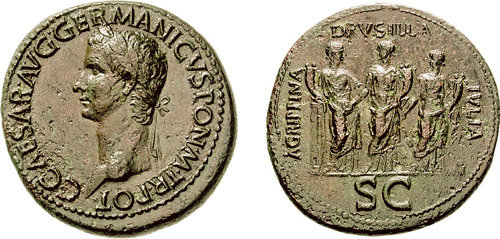
Un sesterț din oricalc, emis sub Caligula; avers: C CAESAR AVG GERMANICVS PON M TR POT, cap laureat, spre stânga; revers: AGRIPPINA DRVSILLA IVLIA, în centru, cele trei surori ale lui Caligula (Agrippina, Drusilla și Iulia), iar în exergă: S C

Orichalcum / Aurichalcum este cuvântul utilizat de romani pentru a denumi alama care conține aproximativ 80% cupru și 20% zinc. Oricalcul era un aliaj mult mai strălucitor decât bronzul obișnuit, dar era și mai ieftin. Monedele romane dupondius erau din oricalc și difereau de ași, care erau din cupru și, în plus, aveau bustul împăratului cu coroana radiată. Tot din oricalc se confecționau și sesterții, dar erau mai mari în diametru.
În Antichitate, oricalcul era considerat un metal fabulos. Unele surse susțin că pe lângă cupru și zinc, în compozițe intrau și cantități mici de plumb, staniu și alte metale. O legendă afirma că în insula Atlantida, oricalcul putea fi găsit în sol în stare nativă.

## Oricalcul în textele antice
„Scutul lui Heracles” este un fragment epic, în mod greșit, atribuit poetului Hesiod, numit atunci Pseudo-Hesiod. În general datat de la începutul secolului al VI-lea î.Hr., este opera unui aed, care imită celebra descriere a scutului lui Ahile, din cântul XVIII al Iliadei. Se face adesea referință la denumirea sa grecească, Aspis, sau latină, Scutum: 

« Vorbind astfel, Heracles își puse în jurul gambelor cnemide de oricalc strălucitor, dar al ilustrului Hephaistos.»

Oricalcul este reîntâlnit în cel de-al doilea Imn homeric destinat Afroditei (spre anul 630 î.Hr.), vorbindu-se de cerceii zeiței (IV,9).
« [...] și prin urechi i-au petrecut /
Cercei cu flori din orihalc și aur scump. » 
Autorii antici înșiși au ignorat despre ce era vorba.
Mai târziu, cuvântul a fost aplicat, rând pe rând, cuprului pur, alamei (aliaj al cuprului cu zincul), și bronzului (aliaj al cuprului cu staniul).
La latini, oricalcul desemna, de regulă, alama.
În Critias, Platon îl descrie ca fiind un metal folosit în mod curent de atlanți, locuitorii legendarei Atlantida:

«Insula furniza cea mai mare parte a lucrurilor necesare necesare vieții. Mai întâi, toate metalele, dure și maleabile, extrase din subsol, prin munca în mină, fără să mai vorbim de cel de la care nu ne-a mai rămas decât numele, dar de care în acel timp nu avea numai numele, al acestei specii ce se extrăgea din pământ în multe locuri ale insulei, oricalcul. Era atunci metalul cel mai prețios după aur.»

Descrierea zidurilor incintei care înconjoară diferitele cercuri concentrice formând Atlantida, ne permite să desăvârșim această ierarhie a metalelor: incinta exterioară este acoperită cu bronz, incinta interioară cu staniu, incinta acropolei, cu oricalc, iar templul lui Poseidon este acoperit cu aur.
Oricalcul se poate întâlni încă în două locuri, pe insulă. Astfel, bolțile chrysoelefantine ale templului dedicat lui Poseidon sunt încrustate cu argint și cu oricalc, în timp ce pardoseala și coloanele sunt acoperite doar cu oricalc. În sfârșit, legea transmisă de Poseidon a fost gravată de primii regi ai Atlantidei pe o coloană din acest metal, situată în centrul insulei, în sanctuarul zeului.
Acest metal misterios strălucește, spune Platon, cu o străfulgerări de foc (în greacă πυρώδης / pyrốdês), ceea ce ne lasă să ne gândim că ar putea fi vorba de un aliaj pe bază de cupru sau de aur. Unii au evocat aluminiul, conținut de bauxită.
Dioscoride, un medic grec, ne furnizează, în anii 60 sau 70 ai erei creștine, interesante precizări despre plantele și medicațiile folosite în epoca sa. El menționează o pudră albă obținută prin calcinarea unor anumite pietre care serveau la producerea oricalcului, un aliaj galben pe bază de cupru.
Pentru Pliniu cel Bătrân, oricalcul (în latină aurichalcum) era un minereu care exista în stare nativă și din care se extrăgea cuprul. După spusele lui, era minereul cel mai reputat și cel mai bun pentru această folosință. Tot după Pliniu, filoanele de oricalc erau epuizate în epoca sa (secolul I).

## Descoperiri recente

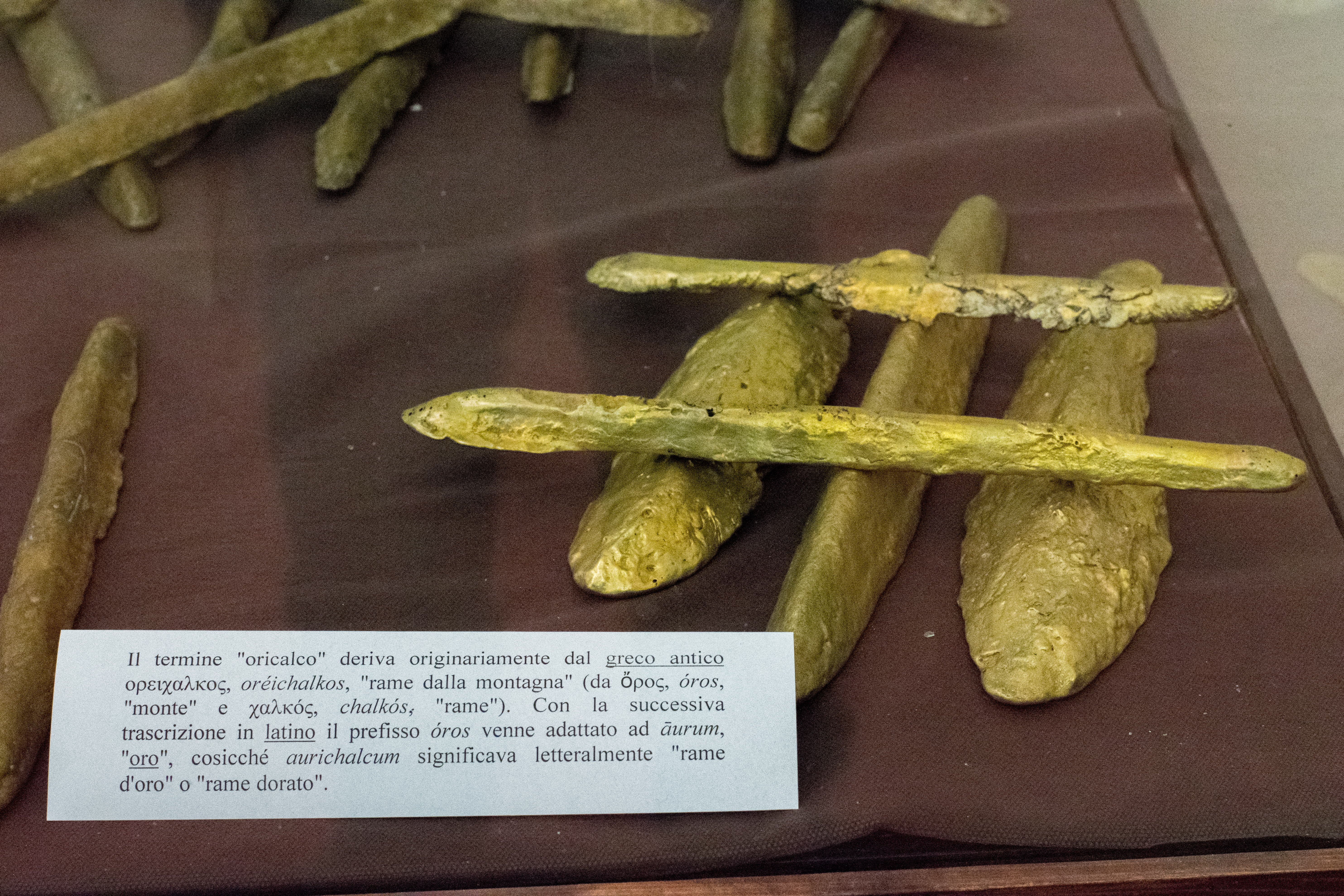
Presupuse lingouri de oricalco descoperite în 2015 și expuse la muzeul din Gela, din sudul Siciliei (2017).

La începutul lunii ianuarie a anului 2015, Sebastiano Tusa, împreună cu o echipă de arheologi, au descoperit 29 de lingouri metalice la vreo 305 m („1000 feet”) de coasta orașului Gela, în sudul Siciliei și la circa 30 de metri adâncime („10 feet”), în epava unui vas comercial scufundat în prima jumătate a secolului al VI-lea, în timp ce sosea în port, probabil în timpul unei furtuni. Se presupune că lingourile erau destinate să ajungă în orașul Gela, însă proveniența lor este încă nesigură, poate din Grecia sau din Asia Mică.
Lingourile au fost analizate prin spectrometrie de fluorescență X de către Dario Panetta, și s-au dovedit a fi compuse dintr-un aliaj făcut din 75 până la 80% de cupru, 15 până la 20% de zinc și slabe procentaje de nichel, plumb și de fier. Sebastiano Tusa a presupus, din aceste analize, că este vorba probabil de oricalc, compoziția acestor lingouri apropiindu-se de aceea a oricalcului evocată în unele ipoteze științifice bazate pe descrierile concise și puțin precise ale oricalcului din textele antice care au ajuns până în zilele noastre.

## Oricalcul în cultura contemporană
Ca și mitul Atlantidei, oricalcul este prezent în romane și benzi desenate.

### Romane
- L'Atlantide de Pierre Benoit (1919);
- Noua Atlantidă;[18] de Francis Bacon (1627)
- Ciclul Pendragonului de Stephen R. Lawhead (1987-1997);
- În mai multe romane de Jean Ray[19], care descriu aventurile lui Harry Dickson, oricalcul este utilizat atât de descendenții populațiilor precolumbiene, cât și de personaje de origine egipteană.

### Desene animate
- În desenul animat Lumi înghițite de ape, oricalcul este un metal albastru și misterios, necesar creării unui soare artificial.